# Ансамбль дворца культуры имени Горького (Новосибирск)
Дворец культуры имени Горького — архитектурный комплекс на улице Богдана Хмельницкого в Калининском районе Новосибирска. Включает в себя собственно дворец культуры, два внешне идентичных друг другу дома и прилегающий к заднему фасаду дворца парк. Все три здания образуют курдонёр. Кроме того, в состав архитектурного комплекса входят ещё три здания, расположенные напротив основного ансамбля по другую сторону улицы Богдана Хмельницкого. Строительство было завершено в 1957 году. Архитекторы — А. С. Михайлов, В. С. Внуков. Памятник архитектуры регионального значения.

## Описание

### Дворец культуры
Дворец культуры — композиционный центр ансамбля, занимающий в архитектурном комплексе центральное «островное» положение. Его главный северо-западный фасад обращён к улице Богдана Хмельницкого (с отступом на 20 м от красной линии), напротив боковых фасадов дворца расположены входящие в ансамбль жилые дома, к юго-восточному фасаду примыкает парк. Трёхэтажное здание представляет собой прямоугольный объём с двускатной крышей, над которой возвышается сценическая коробка. Внутри здания находятся основной и малый зрительные залы, кружковые комнаты, фойе, вестибюль с гардеробами и т. д.
Главный фасад с десятиколонным портиком большого коринфского ордера имеет симметрично-осевое построение. За колоннадой на глухой стене портика размещены канелированные коринфские пилястры. К подножью стоящей на небольшом подиуме колоннады идёт широкая лестница, она подчёркивает главный вход здания.
Тимпан фронтона украшает барельеф, в его центре находится медальон с профилем М. Горького.
Ранее фронтон главного фасада украшал акротерий в виде скульптурных фигур: «Право на труд» (в центре фронтона) и «Право на образование» (слева) выполнены скульптором М. И. Меньшиковым, «Право на отдых» — Л. Ф. Бурлаковой.
Портик заднего фасада здания украшает большая оформленная двумя парами колонн ионического ордера лоджия-терраса, расположенная на втором этаже.
Восьмиметровое двухсветное фойе на втором этаже декорируют белые колонны коринфского ордера, одна из стен украшена фресковой живописью. Другие помещения дворца частично отделаны полированным мрамором.
Почти квадратный в плане зрительный зал на 800 мест оборудован балконами и перекрыт металлическими фермами. Сцена имеет вращающийся круглый планшет. Зрительный зал освещает большая люстра. Потолок украшен росписью на театральные и музыкальные темы. Портал зала декорирован лепниной.
Архитектура дворца культуры олицетворяет праздничность и торжественность.

### Жилой дом (улица Богдана Хмельницкого, 38)
Здание с асимметричной (почти П-образной) формой плана, построенное в 1957 году. Главный северо-западный фасад выходит на красную линию улицы Богдана Хмельницкого, юго-западный обращён ко 2-му Краснодонскому переулку, северо-восточный смотрит на боковой фасад дворца культуры. Основная часть четырёхэтажная. Расположенная в глубине квартала часть здания в виде башни имеет шесть этажей и завершается парапетом с вазонами и фигурными аттиками. Шестиэтажный объём украшает бельведер со шпилем и флюгером, к её торцу пристроено одноэтажное сооружение с общественными функциями. Вход в пристройку находится со стороны парка.
Крыша здания стропильная с металлической кровлей. Под зданием расположен подвал. Наружные стены кирпичные оштукатуренные.
В ориентированном на улицу Богдана Хмельницкого и ДК угловом помещении четырёхэтажной части здания находится двусветный зал библиотеки. На уровне первого и второго этажей зала расположены двусветные окна-фонари с гранёной формой. Простенки этих окон украшены рустом, их завершают пояски из иоников.
Обращённый к площади перед дворцом культуры угол здания на уровне третьего и четвёртого этажей скошен, поверхность скошенного угла украшена барельефом.
Плоскость стен уличных фасадов на уровне первого этажа декорирована рустом, окрашенным в более насыщенный по сравнению с остальной плоскостью фасадов жёлто-бежевый цвет. Цоколь серого цвета завершается валиком.
Угол четырёхэтажной части здания на пересечении Богдана Хмельницкого и 2-го Краснодонского переулка скошен, в образованном простенке расположены балконы.
Со стороны двора декор фасада почти отсутствует.
Двусветный зал украшают колонны с квадратным сечением, завершающиеся коринфскими капителями.
Люстры и бра освещают интерьеры здания.
В некоторых помещениях на потолках имеются кессонированные потолки, лепные розетки и штукатурные тяги.
Структура жилой части секционного типа.
Входы в жилые помещения расположены со стороны двора.

### Жилой дом (улица Богдана Хмельницкого, 42)
Жилой дом, построенный в 1957 году. Северо-западный фасад расположен по красной линии застройки улицы Богдана Хмельницкого, северо-восточный фасад обращён к 1-му Краснодонскому переулку. Внешний архитектурный облик здания соответствует жилому дому по улице Богдана Хмельницкого, 38.
Планировка ориентированного на дворец четырёх-шестиэтажного объёма принадлежит к коридорному типу. Остальные объёмы имеют планировку секционного типа.
Входы в жилые помещения находятся на территории двора.